# Aristonectinae
Ne doit pas être confondu avec Aristonectidae.
Sous-famille
Les Aristonectinae forment une sous-famille fossile de plésiosaures de la famille des Elasmosauridae. 

## Historique
La sous-famille des Aristonectinae est décrite en 2012 par les trois paléontologues Rodrigo A. Otero (d), Sergio Soto-Acuña (d) & David Rubilar-Rogers (d),.

### Fossiles
Selon Paleobiology Database en 2024, cette sous-famille a trente-et-une collections référencées de fossiles. Ces collections sont du Campanien au Maastrichtien supérieur du Crétacé supérieur, c'est-à-dire datent de 83,6 à 66 Ma avant notre ère.

### Répartition
Ces collections sont par construction de la sous-famille de l'hémisphère sud, et des cinq pays suivants : Angola, une collection, Antarctique six collections, Argentine deux collections, Chili neuf collections et Nouvelle-Zélande treize collections.

### Nomen dubium
Cette sous-famille a un genre Mauisaurus déclaré nomen dubium en 2017 par Hiller et al. et deux espèces déclarées Nomen dubiem :
- †Mauisaurus haasti Hector,1874 déclarée nomen dubium en 2017 par Hiller et al.
- †Tuarangisaurus cabazai Gasparini et al., 2003 nomen dubium en 2007 par Gasparini et al. et en 2014 par O'Gorman et al.[2].

## Description
Ils se distinguent par le fait qu'ils ont un crâne très élargi par rapport à la largeur du corps, un cou moyennement court et plus de 25 dents dans les maxillaires. 

## Liste des genres
Selon Paleobiology Database en 2024, le nombre de genres référencés est de quatre :
- †Alexandronectes Otero et al., 2016
- †Aristonectes Cabrera, 1941
- †Morturneria Chatterjee & Creisler, 1994
- †Wunyelfia Otero & Soto-Acuña, 2021[note 1]

### Publication originale
- [2012] (en) Rodrigo A. Otero, Sergio Soto-Acuña et David Rubilar-Rogers, « A postcranial skeleton of an elasmosaurid plesiosaur from the Maastrichtian of central Chile, with comments on the affinities of Late Cretaceous plesiosauroids from the Weddellian Biogeographic Province », Cretaceous Research, Elsevier, vol. 37,‎ octobre 2012, p. 89-99 (ISSN 0195-6671 et 1095-998X, OCLC 36935308, DOI 10.1016/J.CRETRES.2012.03.010, lire en ligne). .